# Епархия Мемфиса

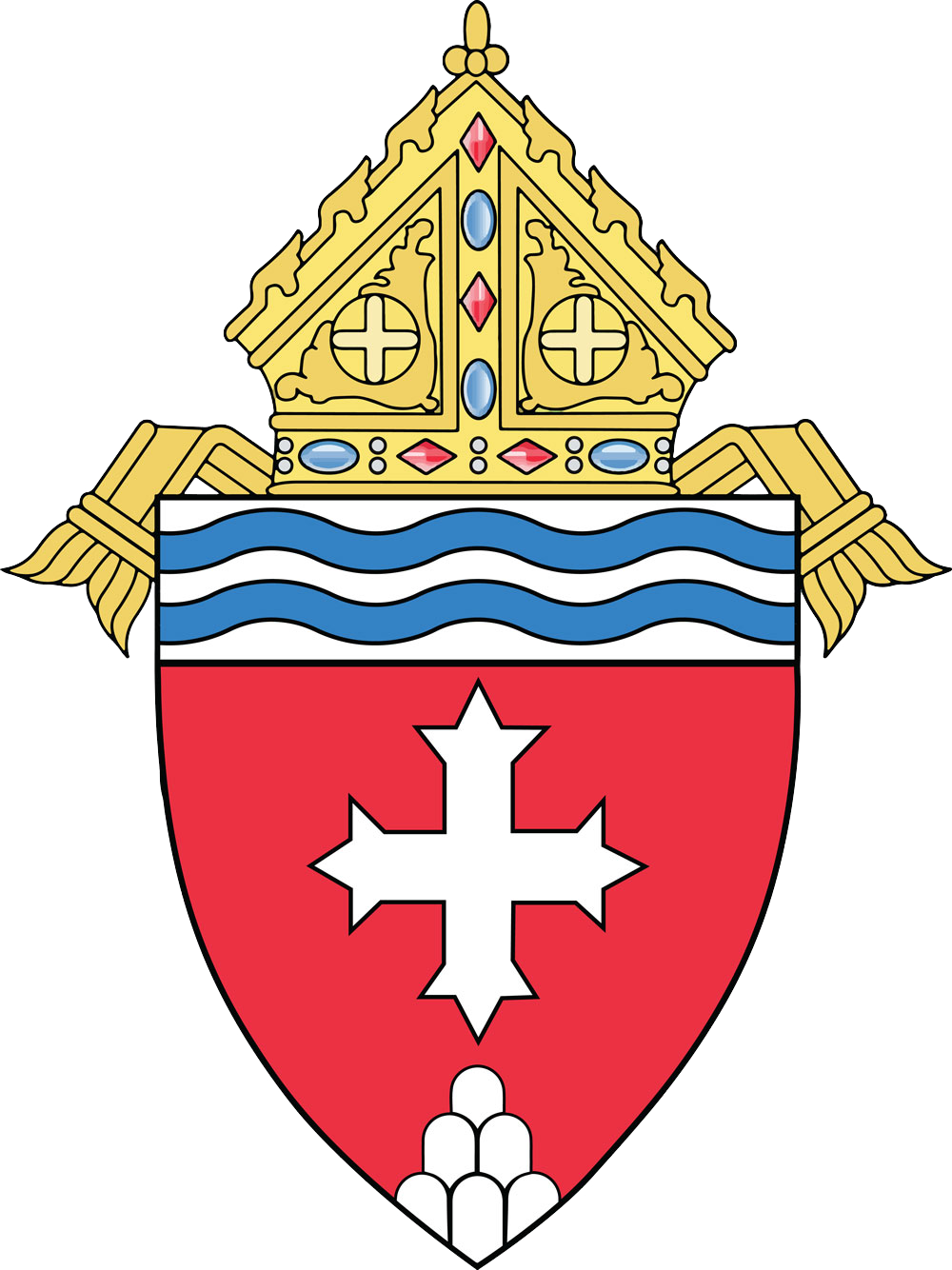
Герб епархии Мемфиса

Епархия Мемфиса (лат. Dioecesis Memphitana in Tennesia) — епархия Римско-Католической церкви с центром в городе Мемфис, штат Теннесси, США. Епархия Мемфиса входит в митрополию Луисвилла. Кафедральным собором епархии Мемфиса является Собор Непорочного Зачатия Пресвятой Пресвятой Девы Марии.

## История
20 июня 1970 года Римский папа Павел VI издал буллу Quoniam complurium, которой учредил епархию Мемфиса, выделив её из епархии Нашвилла.

## Ординарии епархии
- епископ Кэрролл Томас Дозье[англ.] (12.11.1970 — 27.07.1982)
- епископ Джеймс Фрэнсис Стэффорд (17.11.1982 — 03.06.1986) — назначен архиепископом Денвера, кардинал с 1998
- епископ Даниэль Марк Бюхляйн[англ.] (20.01.1987 — 14.07.1992) — назначен архиепископом Индианаполиса
- епископ Джеймс Терри Стайб[англ.] (24.03.1993 — 23.08.2016)
- епископ Мартин Дэвид Холли[англ.] (23.98.2016 — 24.10.2018) — отстранён от управления епархией папой Франциском
  - апостольский администратор архиепископ Джозеф Эдвард Куртц[англ.] (2018—2019)
- епископ Дэвид Прескотт Тэлли[англ.] (с 05.03.2019)

## Источник
- Annuario Pontificio, Libreria Editrice Vaticana, Città del Vaticano, 2003, ISBN 88-209-7422-3
- Булла Quoniam complurium  (лат.)